# Zbigniew Gruca
Zbigniew Bogusław Gruca (ur. 6 sierpnia 1933 we Włodzimierzu Wołyńskim, zm. 6 kwietnia 2022 w Gdańsku) – polski chirurg, endokrynolog, gastroenterolog.

## Życiorys
Urodził się 6 sierpnia 1933 we Włodzimierzu Wołyńskim. Był synem Bronisława i Oktawii. W 1945 zamieszkał z rodzicami w Kościerzynie. W młodości uprawiał piłkę ręczną i tenis w klubie Kaszuby Kościerzyna, a także koszykówkę w barwach Wybrzeża Gdańsk (razem z bratem, Janem). Z tym ostatnim klubem wygrał w 1955 rozgrywki II-ligowe, w sezonie 1955/1956 zajął 10. (ostatnie) miejsce w I lidze, w sezonie 1956/1957 12. (ostatnie) miejsce również w I lidze.
W 1957 ukończył studia w Akademii Medycznej w Gdańsku. W latach 1957–1959 pracował jako lekarz stażysta w III Klinice Chirurgii w macierzystej uczelni, a potem do 1961 r. jako lekarz okrętowy na ORP „Wicher”. Następnie powrócił do pracy w III Klinice Chirurgii AM w Gdańsku i w 1962 r. uzyskał I stopień, a w 1966 II stopień specjalizacji z chirurgii ogólnej. W tym samym 1966 obronił także stopień naukowy doktora nauk medycznych, a w 1973 uzyskał stopień doktora habilitowanego. Od 1973 pracował jako docent w II Klinice Chirurgii Ogólnej AM, a w 1987 uzyskał tytuł profesora. W latach 1990–1993 był dziekanem Wydziału Lekarskiego, a w 1996 r. został profesorem zwyczajnym. Od 1997 kierował Kliniką Chirurgii Ogólnej, Gastroenterologicznej i Endokrynologicznej Akademii Medycznej w Gdańsku.
Autor 567 prac naukowych, w tym podręczników chirurgii dla pielęgniarek i dla studentów stomatologii. Od 1962 r. był członkiem Towarzystwa Chirurgów Polskich, od 1997 r. jego członkiem honorowym, a w latach 2001–2003 prezesem Zarządu Głównego. Był założycielem (1989) i wieloletnim prezesem, a od 2010 r. członkiem honorowym Sekcji Zakażeń Chirurgicznych Towarzystwa Chirurgów Polskich, należał także do Klubu Chirurgii Endokrynologicznej, Societe Internationale de Chirurgie, Collegium Internationale Chirurgie Digestive, European Society of Oncological Surgery, Infection Society – Europe, i członkiem korespondentem Academia Peruana D’Chirurgia.
Zmarł 6 kwietnia 2022 r. w Gdańsku. Został pochowany na Cmentarzu Srerzysko w tymże mieście.

## Odznaczenia
- Złoty Krzyż Zasługi (1980)
- Medal 40-lecia Polski Ludowej (1984)
- Krzyż Kawalerski Orderu Odrodzenia Polski (1988)
- Medal Komisji Edukacji Narodowej (2001)[2]
- Krzyżem Oficerskim Orderu Odrodzenia Polski (2001)[9]